# نادي هلسينغبورغ
نادي هيلسينغبورغ (بالإنجليزية: Helsingborgs Idrottsförening)‏ نادي كرة قدم سويدي يلعب في دوري كل السويديين. تم تأسيس النادي في سنة 1907 .